# 글리비체 무선국

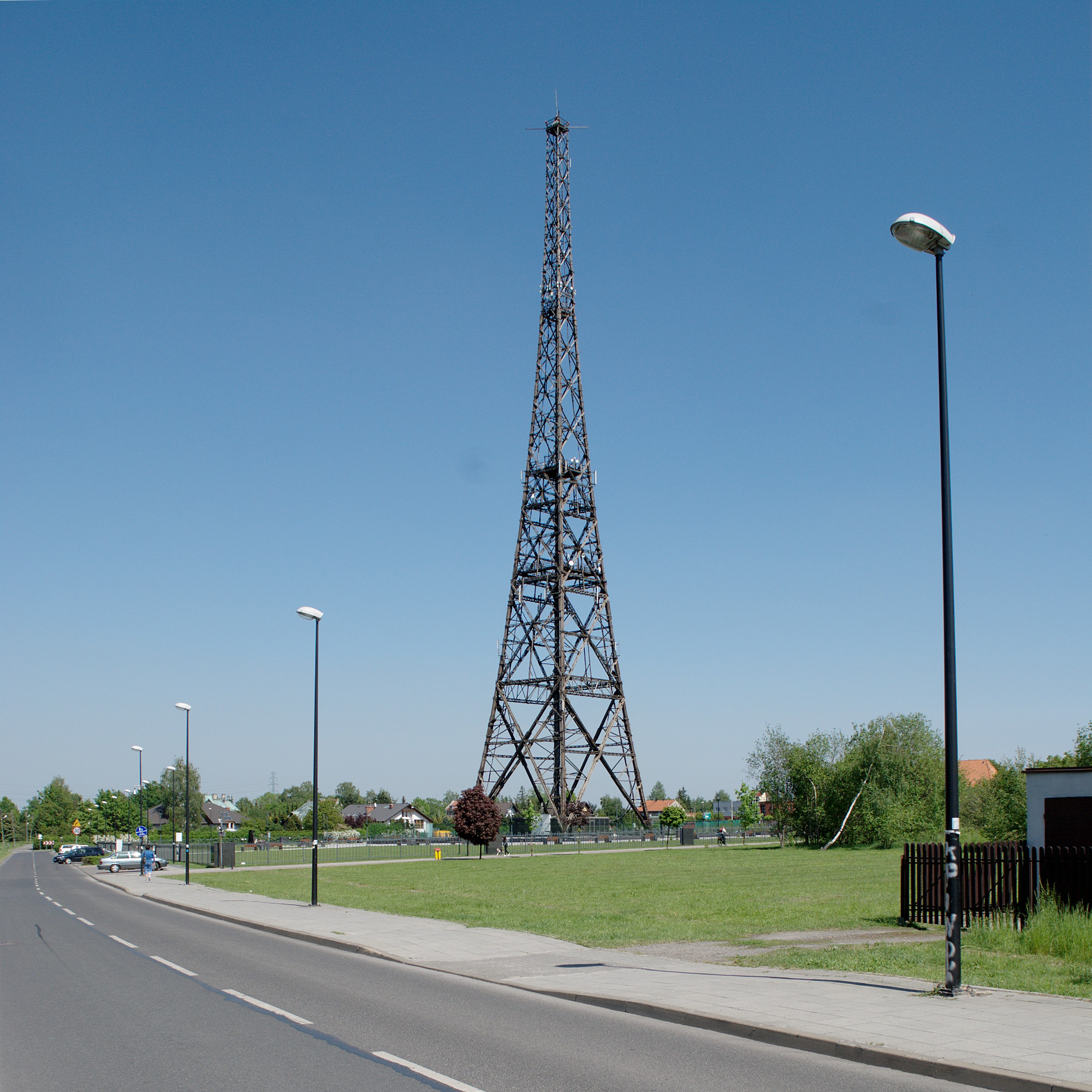
글리비체 무선국

글리비체 무선국(폴란드어: Radiostacja gliwicka)은 폴란드 실롱스크주 글리비체에 있는 송전탑이다. 높이는 111 m (364 ft)이다. 나치 독일은 1939년에 이 타워에 대한 글라이비츠 사건을 일으켰고, 이를 구실로 폴란드를 침공하여 제2차 세계 대전을 발발시켰다.